# Tingandogo
Tingandogo est une localité du département de Komsilga, dans la province de Kadiogo (région Centre) au Burkina Faso. En 2006, cette localité comptait 23 474 habitants dont 48,2 % de femmes.